# Duanlé
Duanlé o Duanle (traslitterato anche come Dewele, Douanlé o Daouenlé) è una città dell'Etiopia vicino al confine con Gibuti.
Situata nella zona di Shinile nella Regione dei Somali, si trova ad un'altitudine di 898 metri sul livello del mare
La città è servita da una stazione ferroviaria sulla linea Addis Abeba-Gibuti, che funge valico di frontiera e dogana internazionale tra Etiopia e Gibuti.

## Storia
Duanlé è stata la prima località dell'Etiopia in cui giunse la ferrovia che partiva da Gibuti: il primo treno a vapore arrivò il 22 luglio 1901, dopo 5 ore e mezza di viaggio e quattro soste per il rifornimento d'acqua.
Nel 1907 gli inglesi Bentley e Wells viaggiarono con un'automobile dalla costa del Mar Rosso ad Addis Abeba: inizialmente finsero di dirigersi verso Jaldessa, ma poi andarono dritti verso Duanlé, per trarre in inganno possibili sciftà o banditi.
A metà degli anni 1960 vicino alla città erano presenti cave di gesso, che veniva trasportato ad un'industria di Dire Dawa per la produzione di cemento ed intonaco.
Durante la guerra civile a Gibuti, i cittadini etiopi residenti in tale stato furono costretti dall'esercito gibutino a raggiungere la frontiera in breve tempo con tutto quello che riuscivano a portare via: nel febbraio 2001 molti di essi si accamparono nel campo profughi allestito nei pressi di Duanlé.

## Clima
Duanlé ha un hclima semi-arido.
| Mese                | Mesi | Mesi | Mesi | Mesi | Mesi | Mesi | Mesi | Mesi | Mesi | Mesi | Mesi | Mesi | Stagioni | Stagioni | Stagioni | Stagioni | Anno |
| Mese                | Gen  | Feb  | Mar  | Apr  | Mag  | Giu  | Lug  | Ago  | Set  | Ott  | Nov  | Dic  | Inv      | Pri      | Est      | Aut      | Anno |
| ------------------- | ---- | ---- | ---- | ---- | ---- | ---- | ---- | ---- | ---- | ---- | ---- | ---- | -------- | -------- | -------- | -------- | ---- |
| T. max. media (°C)  | 26,2 | 26,7 | 28,9 | 31,2 | 34,1 | 36,9 | 36,2 | 35,3 | 34,2 | 31,2 | 28,5 | 26,7 | 26,5     | 31,4     | 36,1     | 31,3     | 31,3 |
| T. min. media (°C)  | 15,9 | 17,5 | 19,2 | 21,6 | 23,8 | 26,3 | 24,3 | 24,0 | 24,7 | 20,6 | 18,0 | 16,4 | 16,6     | 21,5     | 24,9     | 21,1     | 21,0 |
| Precipitazioni (mm) | 15   | 11   | 15   | 23   | 11   | 6    | 26   | 43   | 33   | 9    | 11   | 5    | 31       | 49       | 75       | 53       | 208  |

## Società

### Evoluzione demografica
In base alle stime del 2005 dell'Agenzia Statistica Centrale, Duanlé aveva una popolazione di 3 357 abitanti di cui 1 710 maschi e 1 647 femmine. Il censimento del 1997 registrò una popolazione di 2 253 abitanti, di cui 1 130 uomini e 1 123 donne.
I maggiori gruppi etnici della città sono i somali (42,21%), gli oromo (27,43%), gli amhara (20,9%) e i Guraghé (6,52%), mentre il 2,94% è relativo alle restanti etnie.